# Copa Mundial de Béisbol Sub-18
La Copa Mundial de Béisbol Sub-18 es el campeonato mundial de béisbol sub-18 sancionada por la WBSC. Su primera edición fue disputada en 1981 en Estados Unidos. 
Debido a que es un campeonato mundial, el resultado de la Copa del Mundo de Béisbol Sub-18 otorga puntos para la Clasificación mundial de la WBSC.
Es el más prestigioso de los 4 torneos de categorías menores que organiza la WBSC, ya que en él han destacado jugadores que se convirtieron en estrellas e importantes peloteros a nivel profesional en las mejores ligas de béisbol del mundo en sus respectivos equipos de: Estados Unidos (MLB), Japón (NPB), Corea del Sur (KBO) o en la Serie Nacional de Béisbol de Cuba, entre ellos destacan: Shohei Ohtani, Yu Darvish, Roki Sasaki, Josh Naylor, Ian Anderson, Jack Flaherty, Randy Arozarena, Nolan Gorman, Matthew Liberatore, Clayton Kershaw, Alex Rodriguez, Mike Mussina, Joe Mauer, Francisco Lindor, Tyler O'Neill, Liván Hernández, Buster Posey, Alfredo Despaigne, Ha-seong Kim, Carlos Quentin, Paul Konerko, Mike Moustakas, Justin Upton, Chien-Ming Wang, Tomoya Mori, Yoan Moncada, Andrew McCutchen, Luis Robert, Rick Ankiel, Aaron Boone, Lance McCullers Jr., Nick Pivetta, Michael Cuddyer, Brett Lawrie, Triston Casas, Shawn Green, Pedro Luis Lazo, Eduardo Paret, Tzu-Wei Lin, Randy Wolf, Michael Barrett, Michael Lorenzen, Jody Gerut, Jordan Zimmerman, Andy Ibañez, A.J Hinch, Ryan Freel, Preston Wilson, Lourdes Gourriel Jr., Jorge Soler, Yasiel Puig, Aroldis Chapman, entre otros.
Antes del 2010, el torneo organizado por la IBAF, fue conocido como Campeonato Mundial Junior de Béisbol.

## Resultados
| 1981  | Estados Unidos           | Corea del Sur  | Estados Unidos | Australia      |
| 1982  | Estados Unidos           | Estados Unidos | Japón          | Australia      |
| 1983  | Estados Unidos           | China Taipéi   | Estados Unidos | Canadá         |
| 1984  | Canadá                   | Cuba           | Estados Unidos | China Taipéi   |
| 1985  | Estados Unidos           | Cuba           | Estados Unidos | China Taipéi   |
| 1986  | Canadá                   | Cuba           | China Taipéi   | Estados Unidos |
| 1987  | Canadá                   | Cuba           | Estados Unidos | Canadá         |
| 1988  | Australia                | Estados Unidos | Cuba           | China Taipéi   |
| 1989  | Canadá                   | Estados Unidos | Cuba           | Australia      |
| 1990  | Cuba                     | Cuba           | China Taipéi   | Estados Unidos |
| 1991  | Canadá                   | Canadá         | China Taipéi   | Estados Unidos |
| 1992  | México                   | Cuba           | Estados Unidos | China Taipéi   |
| 1993  | Canadá                   | Cuba           | Estados Unidos | China Taipéi   |
| 1994  | Canadá                   | Corea del Sur  | Estados Unidos | China Taipéi   |
| 1995  | Estados Unidos           | Estados Unidos | China Taipéi   | Australia      |
| 1996  | Cuba                     | Cuba           | China Taipéi   | Estados Unidos |
| 1997  | Canadá                   | Cuba           | China Taipéi   | Canadá         |
| 1999  | República de China       | Estados Unidos | China Taipéi   | Cuba           |
| 2000  | Canadá                   | Corea del Sur  | Estados Unidos | Cuba           |
| 2002  | Canadá                   | Cuba           | China Taipéi   | Estados Unidos |
| 2004  | República de China       | Cuba           | Japón          | Corea del Sur  |
| 2006  | Cuba                     | Corea del Sur  | Estados Unidos | Canadá         |
| 2008  | Edmonton                 | Corea del Sur  | Estados Unidos | Cuba           |
| 2010  | Thunder Bay              | China Taipéi   | Australia      | Cuba           |
| 2012  | Seúl                     | Estados Unidos | Canadá         | China Taipéi   |
| 2013  | Taichung                 | Estados Unidos | Japón          | Cuba           |
| 2015  | Osaka                    | Estados Unidos | Japón          | Corea del Sur  |
| 2017  | Thunder Bay              | Estados Unidos | Corea del Sur  | Japón          |
| 2019  | Busan                    | China Taipéi   | Estados Unidos | Corea del Sur  |
| 2021* | Bradenton & Sarasota, FL | Estados Unidos | China Taipéi   | Japón          |
| 2023  | Taipéi & Taichung        | Japón          | China Taipéi   | Corea del Sur  |

- Nota: Se disputó en 2021 por el retraso de Pandemia Covid-19.

## Medallero histórico
| Posición | País           | Oro | Plata | Bronce | Total |
| -------- | -------------- | --- | ----- | ------ | ----- |
| 1        | Cuba           | 11  | 2     | 5      | 18    |
| 2        | Estados Unidos | 10  | 12    | 5      | 27    |
| 3        | Corea del Sur  | 5   | 1     | 4      | 10    |
| 4        | China Taipéi   | 3   | 10    | 7      | 20    |
| 5        | Japón          | 1   | 5     | 1      | 7     |
| 6        | Canadá         | 1   | 1     | 4      | 6     |
| 7        | Australia      | 0   | 1     | 4      | 5     |

1China Taipéi es la designación oficial de la WBSC para el equipo representante del Estado oficialmente referido como República de China, más comúnmente llamado Taiwán. (Véase también Estatus político de la República de China para más detalles.)